# اچ‌ام‌اس جیسون (۱۸۰۴)
اچ‌ام‌اس جیسون (۱۸۰۴) (به انگلیسی: HMS Jason (1804)) یک کشتی بود که طول آن ۱۲۷ فوت (۳۹ متر) بود. این کشتی در سال ۱۸۰۴ ساخته شد.